# Trinity (novela)
Trinity es una novela del escritor estadounidense Leon Uris, publicada en 1976 por Ediciones Doubleday.

## Introducción
El libro cuenta las historias cruzadas de varias familias: los Larkins y los O'Neills, granjeros católicos residentes en la población fictícia de Ballyutogue, dentro del Condado de Donegal; los Macleods, trabajadores en los astilleros de Belfast; y los Hubbles, aristrócratas anglo-irlandeses con tres siglos de antigüedad.
Ambientada en Irlanda, se desarrolla en el periodo que va desde la Gran Hambruna irlandesa de 1840 hasta el Alzamiento de Pascua de 1916. El libro cuenta varios acontecimientos históricos como el 'Renacimiento Gaélico' a inicios del siglo XX, o 'el incidente Curragh' en el cual una división del cuerpo de oficiales británicos prefiere dimitir en masa antes que obedecer y desarmar a los miembros de la Fuerza Voluntaria del Úlster. Posteriormente, estos sucesos conllevarían a la Partición de Irlanda y la guerra civil irlandesa (1922-23).
El libro avanza retratando a los británicos y la manipulación religiosa de las élites Protestantes, con unas divisiones sociales que van más allá de sus propios fines, así como la profunda animadversión entre Católicos y Protestantes.

## Trama
El relato abre con el funeral de Kilty Larkin, padre de Tomas y abuelo de Conor. Mientras se realiza el antiguo rito católico, Conor se imagina a un narrador que cuenta las hazañas de los Fenianos, un grupo rebelde de principios del XIX.